# Listă de filme biografice înainte de 1950
Aceasta este o listă de filme biografice lansate înainte de anul 1950.

## Înainte de 1950
| An   | Titlu                                    | Subiect(e)                                 | Distribuție                        |
| ---- | ---------------------------------------- | ------------------------------------------ | ---------------------------------- |
| 1900 | Jeanne d'Arc                             | Joan of Arc                                | Bleuette Bernon                    |
| 1905 | The Life of Charles Peace                | Charles Peace                              | Walter Haggar                      |
| 1906 | The Story of the Kelly Gang              | Ned Kelly                                  | Frank Mills                        |
| 1909 | Origin of Beethoven's Moonlight Sonata   | Ludwig van Beethoven                       | Harry Baur                         |
| 1909 | The Life of Moses                        | Moses                                      | Pat Hartigan                       |
| 1909 | Saul and David                           | King David                                 | Maurice Costello                   |
| 1909 | Saul and David                           | King Saul                                  | William V. Ranous                  |
| 1910 | Pyotr Velikiy                            | Peter the Great                            | Pyotr Voinov                       |
| 1911 | Sweet Nell of Old Drury                  | Nell Gwyn                                  | Nellie Stewart                     |
| 1911 | Sweet Nell of Old Drury                  | Charles II of England                      | Augustus Neville                   |
| 1912 | Custer's Last Fight                      | George Armstrong Custer                    | Francis Ford                       |
| 1912 | From the Manger to the Cross             | Jesus                                      | Robert Henderson-Bland             |
| 1913 | Adrienne Lecouvreur                      | Adrienne Lecouvreur                        | Sarah Bernhardt                    |
| 1913 | Beating Back                             | Al Jennings                                | Al Jennings                        |
| 1913 | The Life and Works of Richard Wagner     | Richard Wagner                             | Giuseppe Becce                     |
| 1913 | Sixty Years a Queen                      | Queen Victoria                             | Louie Henri                        |
| 1914 | Home, Sweet Home                         | John Howard Payne                          | Henry B. Walthall                  |
| 1914 | Judith of Bethulia                       | Judith                                     | Blanche Sweet                      |
| 1914 | The Life of General Villa                | Pancho Villa                               | Raoul Walsh                        |
| 1915 | Florence Nightingale                     | Florence Nightingale                       | Elisabeth Risdon                   |
| 1915 | Mistress Nell                            | Nell Gwyn                                  | Mary Pickford                      |
| 1915 | The Raven                                | Edgar Allan Poe                            | Henry B. Walthall                  |
| 1916 | David Garrick                            | David Garrick                              | Dustin Farnum                      |
| 1916 | Davy Crockett                            | Davy Crockett                              | Dustin Farnum                      |
| 1916 | Disraeli                                 | Benjamin Disraeli                          | Dennis Eadie                       |
| 1916 | Joan the Woman                           | Joan of Arc                                | Geraldine Farrar                   |
| 1917 | Betsy Ross                               | Betsy Ross                                 | Alice Brady                        |
| 1917 | Cleopatra                                | Cleopatra VII                              | Theda Bara                         |
| 1917 | The conqueror                            | Sam Houston                                | William Farnum                     |
| 1917 | The Fall of the Romanovs                 | Nicholas II of Russia                      | Alfred Hickman                     |
| 1917 | The Fall of the Romanovs                 | Alexandra Feodorovna                       | Nance O'Neil                       |
| 1917 | The Lincoln Cycle                        | Abraham Lincoln                            | Benjamin Chapin                    |
| 1917 | My Father                                | Abraham Lincoln                            | Benjamin Chapin                    |
| 1917 | My Mother                                | Abraham Lincoln                            | Benjamin Chapin                    |
| 1917 | Myself                                   | Abraham Lincoln                            | Benjamin Chapin                    |
| 1917 | Rasputin, the Black Monk                 | Grigori Rasputin                           | Montagu Love                       |
| 1918 | Casanova                                 | Giacomo Casanova                           | Alfréd Deésy                       |
| 1918 | Men Who Have Made Love to Me             | Mary MacLane                               | Mary MacLane                       |
| 1918 | The Life Story of David Lloyd George     | Norman Page                                | David Lloyd George                 |
| 1918 | Why America Will Win                     | John J. Pershing                           | Harris Gordon                      |
| 1918 | The Woman the Germans Shot               | Edith Cavell                               | Julia Arthur                       |
| 1919 | Deliverance                              | Helen Keller                               | Ann Mason                          |
| 1919 | The Fighting Roosevelts                  | Theodore Roosevelt                         | Herbert Bradshaw                   |
| 1919 | Private Peat                             | Harold R. Peat                             | Harold R. Peat                     |
| 1920 | Das Schweigen am Starnbergersee          | Ludwig II of Bavaria                       | Ferdinand Bonn                     |
| 1920 | Headin' Home                             | Babe Ruth                                  | Babe Ruth                          |
| 1921 | Disraeli                                 | Benjamin Disraeli                          | George Arliss                      |
| 1922 | Dick Turpin's Ride to York               | Dick Turpin                                | Matheson Lang                      |
| 1922 | Nero                                     | Nero                                       | Jacques Grétillat                  |
| 1922 | Peter the Great                          | Peter the Great                            | Emil Jannings                      |
| 1922 | A Prince of Lovers                       | Lord Byron                                 | Howard Gaye                        |
| 1923 | Bonnie Prince Charlie                    | Charles Edward Stuart                      | Ivor Novello                       |
| 1923 | Columbus                                 | Christopher Columbus                       | Fred Eric                          |
| 1923 | Friedrich Schiller - Eine Dichterjugend  | Friedrich Schiller                         | Theodor Loos                       |
| 1923 | Guy Fawkes                               | Guy Fawkes                                 | Matheson Lang                      |
| 1923 | Landru, the Bluebeard of Paris           | Henri Désiré Landru                        | Wilhelm Sichra                     |
| 1923 | The Little Napoleon                      | Napoleon                                   | Egon von Hagen                     |
| 1923 | Paganini                                 | Niccolò Paganini                           | Conrad Veidt                       |
| 1923 | The Ten Commandments                     | Moses                                      | Theodore Roberts                   |
| 1924 | Beau Brummel                             | Beau Brummel                               | John Barrymore                     |
| 1924 | The Dramatic Life of Abraham Lincoln     | Abraham Lincoln                            | George A. Billings                 |
| 1925 | Karel Havlíček Borovský                  | Karel Havlíček Borovský                    | Jan W. Speerger                    |
| 1926 | Davy Crockett at the Fall of the Alamo   | Davy Crockett                              | Cullen Landis                      |
| 1926 | Josef Kajetán Tyl                        | Josef Kajetán Tyl                          | Zdenek Stepánek                    |
| 1926 | The Life Story of Charles Chaplin        | Charlie Chaplin                            | Chick Wango                        |
| 1926 | Nell Gwyn                                | Nell Gwyn                                  | Dorothy Gish                       |
| 1926 | Nelson                                   | Horatio Nelson, 1st Viscount Nelson        | Cedric Hardwicke                   |
| 1927 | The King of Kings                        | Jesus                                      | H. B. Warner                       |
| 1927 | The Loves of Casanova                    | Giacomo Casanova                           | Ivan Mozzhukhin                    |
| 1927 | Napoléon                                 | Napoleon Bonaparte                         | Albert Dieudonné                   |
| 1928 | Dream of Love                            | Adrienne Lecouvreur                        | Joan Crawford                      |
| 1928 | Luther                                   | Martin Luther                              | Eugen Klöpfer                      |
| 1928 | The Passion of Joan of Arc               | Joan of Arc                                | Renée Jeanne Falconetti            |
| 1928 | The Patriot                              | Tsar Paul I of Russia                      | Emil Jannings                      |
| 1929 | Die Königsloge                           | Edmund Kean                                | Alexander Moissi                   |
| 1928 | Tracy the Outlaw                         | Harry Tracy                                | Jack Hoy                           |
| 1928 | Una nueva y gloriosa nación              | Manuel Belgrano                            | Francis X. Bushman                 |
| 1929 | Disraeli                                 | Benjamin Disraeli                          | George Arliss                      |
| 1929 | Pierwsza milosc Kosciuszki               | Tadeusz Kościuszko                         | Sykstus Lewicki                    |
| 1930 | Abraham Lincoln                          | Abraham Lincoln                            | Walter Huston                      |
| 1930 | Billy the Kid                            | Billy the Kid                              | Johnny Mack Brown                  |
| 1930 | Dreyfus                                  | Alfred Dreyfus                             | Fritz Kortner                      |
| 1930 | A Lady's Morals                          | Jenny Lind                                 | Grace Moore                        |
| 1930 | The Loves of Robert Burns                | Robert Burns                               | Joseph Hislop                      |
| 1930 | Ludwig der Zweite, König von Bayern      | Ludwig II of Bavaria                       | William Dieterle                   |
| 1931 | Alexander Hamilton                       | Alexander Hamilton                         | George Arliss                      |
| 1931 | Dreyfus                                  | Alfred Dreyfus                             | Cedric Hardwicke                   |
| 1931 | A Portuguesa de Nápoles                  | Eleonora Fonseca Pimentel                  | Maria do Ceu Foz                   |
| 1931 | Yorck                                    | Ludwig Yorck von Wartenburg                | Werner Krauss                      |
| 1932 | El canto del ruiseñor                    | Julián Gayarre                             | José Romeu                         |
| 1932 | House of Death                           | Fyodor Dostoyevsky                         | Nikolai Khmelyov                   |
| 1932 | Jenny Lind                               | Jenny Lind                                 | Grace Moore                        |
| 1932 | Rasputin and the Empress                 | Alexandra Feodorovna                       | Ethel Barrymore                    |
| 1932 | Rasputin and the Empress                 | Grigori Rasputin                           | Lionel Barrymore                   |
| 1933 | The Private Life of Henry VIII           | Henry VIII                                 | Charles Laughton                   |
| 1933 | Queen Christina                          | Queen Christina of Sweden                  | Greta Garbo                        |
| 1933 | Voltaire                                 | Voltaire                                   | George Arliss                      |
| 1934 | The Barretts of Wimpole Street           | Elizabeth Barrett Browning                 | Norma Shearer                      |
| 1934 | The Barretts of Wimpole Street           | Robert Browning                            | Fredric March                      |
| 1934 | Cleopatra                                | Cleopatra VII                              | Claudette Colbert                  |
| 1934 | The House of Rothschild                  | Mayer Rothschild                           | George Arliss                      |
| 1934 | The Iron Duke                            | Arthur Wellesley, 1st Duke of Wellington   | George Arliss                      |
| 1934 | Love Time                                | Franz Schubert                             | Nils Asther                        |
| 1934 | The Mighty Barnum                        | P. T. Barnum                               | Wallace Beery                      |
| 1934 | Nell Gwynn                               | Nell Gwynn                                 | Anna Neagle                        |
| 1934 | The Rise of Catherine the Great          | Catherine II of Russia                     | Elisabeth Bergner                  |
| 1934 | The Scarlet Empress                      | Catherine II "The Great" of Russia         | Marlene Dietrich                   |
| 1934 | Strauss' Great Waltz                     | Johann Strauss II                          | Esmond Knight                      |
| 1934 | Strauss' Great Waltz                     | Johann Strauss I                           | Edmund Gwenn                       |
| 1934 | Unfinished Symphony                      | Franz Schubert                             | Hans Jaray                         |
| 1934 | Viva Villa!                              | Pancho Villa                               | Wallace Beery                      |
| 1934 | Waltzes from Vienna                      | Johann Strauss II                          | Esmond Knight                      |
| 1934 | Za ranních cervánku                      | Josef Dobrovský                            | Karel Hasler                       |
| 1935 | Annie Oakley                             | Annie Oakley                               | Barbara Stanwyck                   |
| 1935 | Clive of India                           | Robert Clive, 1st Baron Clive              | Ronald Colman                      |
| 1935 | Diamond Jim                              | Diamond Jim Brady                          | Edward Arnold                      |
| 1935 | Drake the Pirate                         | Francis Drake                              | Matheson Lang                      |
| 1935 | Harmony Lane                             | Stephen Foster                             | Douglass Montgomery                |
| 1935 | Milan Rastislav Štefánik                 | Milan Rastislav Štefánik                   | Zvonimir Rogoz                     |
| 1935 | Napoléon Bonaparte                       | Napoleon Bonaparte                         | Albert Dieudonné                   |
| 1935 | The Story of Louis Pasteur               | Louis Pasteur                              | Paul Muni                          |
| 1936 | Bocage                                   | Manuel Maria Barbosa du Bocage             | Raul de Carvalho                   |
| 1936 | Daniel Boone                             | Daniel Boone                               | George O'Brien                     |
| 1936 | The Great Ziegfeld                       | Florenz Ziegfeld Jr.                       | William Powell                     |
| 1936 | Hearts Divided                           | Elizabeth Patterson Bonaparte              | Marion Davies                      |
| 1936 | Hearts Divided                           | Jérôme Bonaparte                           | Dick Powell                        |
| 1936 | King August the Strong                   | Augustus II the Strong                     | Michael Bohnen                     |
| 1936 | Let's Go With Pancho Villa               | Pancho Villa                               | Domingo Soler                      |
| 1936 | The Life and Loves of Beethoven          | Ludwig van Beethoven                       | Harry Baur                         |
| 1936 | Mary of Scotland                         | Mary, Queen of Scots                       | Katharine Hepburn                  |
| 1936 | The Plainsman                            | Wild Bill Hickok                           | Gary Cooper                        |
| 1936 | The Prisoner of Shark Island             | Samuel Mudd                                | Warner Baxter                      |
| 1936 | Rembrandt                                | Rembrandt                                  | Charles Laughton                   |
| 1936 | Rhodes of Africa                         | Cecil Rhodes                               | Walter Huston                      |
| 1936 | Robin Hood of El Dorado                  | Joaquin Murrieta                           | Warner Baxter                      |
| 1936 | The White Angel                          | Florence Nightingale                       | Kay Francis                        |
| 1937 | Auld Lang Syne                           | Robert Burns                               | Andrew Cruickshank                 |
| 1937 | Fire Over England                        | Elizabeth I of England                     | Flora Robson                       |
| 1937 | The Great Garrick                        | David Garrick                              | Brian Aherne                       |
| 1937 | The Great John Ericsson                  | John Ericsson                              | Victor Sjöström                    |
| 1937 | La paloma                                | Charlotte of Belgium                       | Medea de Novara                    |
| 1937 | Lenin in October                         | Vladimir Lenin                             | Boris Shchukin                     |
| 1937 | The Life of Émile Zola                   | Émile Zola                                 | Paul Muni                          |
| 1937 | Parnell                                  | Charles Stewart Parnell                    | Clark Gable                        |
| 1937 | Peter the First                          | Peter the Great                            | Nikolai Simonov                    |
| 1937 | The Toast of New York                    | James Fisk                                 | Edward Arnold                      |
| 1937 | Victoria the Great                       | Queen Victoria                             | Anna Neagle                        |
| 1937 | William Tindale                          | William Tyndale                            | Alan Wheatley                      |
| 1937 | Young Pushkin                            | Alexander Pushkin                          | Valentin Litovsky                  |
| 1938 | Adrienne Lecouvreur                      | Adrienne Lecouvreur                        | Yvonne Printemps                   |
| 1938 | The Adventures of Marco Polo             | Marco Polo                                 | Gary Cooper                        |
| 1938 | Alexander Nevsky                         | Alexander Nevsky                           | Nikolay Cherkasov                  |
| 1938 | Boys Town                                | Edward J. Flanagan                         | Spencer Tracy                      |
| 1938 | The Childhood of Maxim Gorky             | Maxim Gorky                                | Aleksei Lyarsky                    |
| 1938 | The Great Waltz                          | Johann Strauss II                          | Fernand Gravey                     |
| 1938 | The Life of Chopin                       | Frédéric Chopin                            | Frank Henderson                    |
| 1938 | Marie Antoinette                         | Marie Antoinette                           | Norma Shearer                      |
| 1938 | That Mothers Might Live                  | Ignaz Semmelweis                           | Shepperd Strudwick                 |
| 1938 | Pugachev                                 | Yemelyan Pugachev                          | Yevgeny Matveyev                   |
| 1938 | Rasputin                                 | Grigori Rasputin                           | Harry Baur                         |
| 1938 | Saint Theresa of Lisieux                 | Thérèse of Lisieux                         | Irène Corday                       |
| 1938 | Sixty Glorious Years                     | Queen Victoria                             | Anna Neagle                        |
| 1939 | Conquest of Peter the Great              | Peter the Great                            | Nikolai Simonov                    |
| 1939 | The Flying Irishman                      | Douglas Corrigan                           | Douglas Corrigan                   |
| 1939 | Frontier Marshal                         | Wyatt Earp                                 | Randolph Scott                     |
| 1939 | The Great Victor Herbert                 | Victor Herbert                             | Allan Jones                        |
| 1939 | Immortal Waltz                           | Johann Strauss I                           | Paul Hörbiger                      |
| 1939 | Jesse James                              | Jesse James                                | Tyrone Power                       |
| 1939 | Juarez                                   | Benito Juárez                              | Paul Muni                          |
| 1939 | Kaiss wa leila                           | Qays                                       | Badr Lama                          |
| 1939 | Kaiss wa leila                           | Layla Al-Aamiriya                          | Amina Rizk                         |
| 1939 | Lenin in 1918                            | Vladimir Lenin                             | Boris Shchukin                     |
| 1939 | The Mad Empress                          | Charlotte of Belgium                       | Medea de Novara                    |
| 1939 | Man of Conquest                          | Sam Houston                                | Richard Dix                        |
| 1939 | Mulan Joins the Army                     | Hua Mulan                                  | Chen Yunchang                      |
| 1939 | Nurse Edith Cavell                       | Edith Cavell                               | Anna Neagle                        |
| 1939 | On His Own                               | Maxim Gorky                                | Aleksei Lyarsky                    |
| 1939 | The Private Lives of Elizabeth and Essex | Elizabeth I of England                     | Bette Davis                        |
| 1939 | The Private Lives of Elizabeth and Essex | Robert Devereux, 2nd Earl of Essex         | Errol Flynn                        |
| 1939 | Robert Koch, der Bekämpfer des Todes     | Robert Koch                                | Emil Jannings                      |
| 1939 | The Story of Alexander Graham Bell       | Alexander Graham Bell                      | Don Ameche                         |
| 1939 | The Story of Vernon and Irene Castle     | Vernon Castle                              | Fred Astaire                       |
| 1939 | The Story of Vernon and Irene Castle     | Irene Castle                               | Ginger Rogers                      |
| 1939 | Young Mr. Lincoln                        | Abraham Lincoln                            | Henry Fonda                        |
| 1940 | Abe Lincoln in Illinois                  | Abraham Lincoln                            | Raymond Massey                     |
| 1940 | Bismarck                                 | Otto von Bismarck                          | Paul Hartmann                      |
| 1940 | Brigham Young                            | Brigham Young                              | Dean Jagger                        |
| 1940 | Confcius                                 | Confucius                                  | Tang Huaiqiu                       |
| 1940 | Das Herz der Königin                     | Mary, Queen of Scots                       | Zarah Leander                      |
| 1940 | A Dispatch from Reuter's                 | Paul Reuter                                | Edward G. Robinson                 |
| 1940 | Dr. Ehrlich's Magic Bullet               | Paul Ehrlich                               | Edward G. Robinson                 |
| 1940 | Edison, the Man                          | Thomas A. Edison                           | Spencer Tracy                      |
| 1940 | The Heart of a Queen                     | Mary, Queen of Scots                       | Zarah Leander                      |
| 1940 | Kit Carson                               | Kit Carson                                 | Jon Hall                           |
| 1940 | Knute Rockne, All American               | Knute Rockne                               | Pat O'Brien                        |
| 1940 | Lillian Russell                          | Lillian Russell                            | Alice Faye                         |
| 1940 | Lady with Red Hair                       | Mrs. Leslie Carter                         | Miriam Hopkins                     |
| 1940 | Rambrandt                                | Rembrandt                                  | Jules Verstraete                   |
| 1940 | The Return of Frank James                | Frank James                                | Henry Fonda                        |
| 1940 | The Rothschilds                          | Nathan Mayer Rothschild                    | Carl Kuhlmann                      |
| 1940 | Santa Fe Trail                           | J.E.B. Stuart                              | Errol Flynn                        |
| 1940 | Semmelweis                               | Ignaz Semmelweis                           | Tivadar Uray                       |
| 1940 | Swanee River                             | Stephen Foster                             | Don Ameche                         |
| 1940 | The Westerner                            | Judge Roy Bean                             | Walter Brennan                     |
| 1940 | Young Tom Edison                         | Thomas A. Edison                           | Mickey Rooney                      |
| 1941 | Belle Starr                              | Belle Starr                                | Gene Tierney                       |
| 1941 | Blossoms in the Dust                     | Edna Gladney                               | Greer Garson                       |
| 1941 | Carl Peters                              | Karl Peters                                | Hans Albers                        |
| 1941 | Die schwedische Nachtigall               | Jenny Lind                                 | Ilse Werner                        |
| 1941 | Friedemann Bach                          | Wilhelm Friedemann Bach                    | Gustaf Gründgens                   |
| 1941 | Hudson's Bay                             | Pierre-Esprit Radisson                     | Paul Muni                          |
| 1941 | Hudson's Bay                             | Médard des Groseilliers                    | Laird Cregar                       |
| 1941 | Moi universitety                         | Maxim Gorky                                | Nikolai Valbert                    |
| 1941 | Ohm Krüger                               | Paul Kruger                                | Emil Jannings                      |
| 1941 | The Prime Minister                       | Benjamin Disraeli                          | John Gielgud                       |
| 1941 | Sergeant York                            | Alvin York                                 | Gary Cooper                        |
| 1941 | Suvorov                                  | Alexander Suvorov                          | Nikolai Cherkasov-Sergeyev         |
| 1941 | That Hamilton Woman                      | Emma Hamilton                              | Vivien Leigh                       |
| 1941 | That Hamilton Woman                      | Lord Horatio Nelson                        | Laurence Olivier                   |
| 1941 | Stepan Razin                             | Stenka Razin                               | Andrei Abrikosov                   |
| 1941 | They Died with Their Boots On            | George Armstrong Custer                    | Errol Flynn                        |
| 1941 | You Will Remember                        | Leslie Stuart                              | Robert Morley                      |
| 1942 | Diesel                                   | Rudolf Diesel                              | Willy Birgel                       |
| 1942 | The First of the Few                     | R. J. Mitchell                             | Leslie Howard                      |
| 1942 | Gentleman Jim                            | James J. Corbett                           | Errol Flynn                        |
| 1942 | The Great Mr. Handel                     | George Frideric Handel                     | Wilfrid Lawson                     |
| 1942 | Here Will I Nest                         | Thomas Talbot                              | John Sullivan                      |
| 1942 | La Symphonie fantastique                 | Hector Berlioz                             | Jean-Louis Barrault                |
| 1942 | The Loves of Edgar Allan Poe             | Edgar Allan Poe                            | Shepperd Strudwick                 |
| 1942 | My Gal Sal                               | Paul Dresser                               | Victor Mature                      |
| 1942 | The Pride of the Yankees                 | Lou Gehrig                                 | Gary Cooper                        |
| 1942 | Rembrandt                                | Rembrandt                                  | Ewald Balser                       |
| 1942 | Rossini                                  | Gioachino Rossini                          | Nino Besozzi                       |
| 1942 | Simón Bolívar                            | Simón Bolívar                              | Julián Soler                       |
| 1942 | Tennessee Johnson                        | Andrew Johnson                             | Van Heflin                         |
| 1942 | Wen die Götter lieben                    | Wolfgang Amadeus Mozart                    | Hans Holt                          |
| 1942 | Yankee Doodle Dandy                      | George M. Cohan                            | James Cagney                       |
| 1942 | The Young Mr Pitt                        | William Pitt the Younger                   | Robert Donat                       |
| 1943 | Der Unendliche Weg                       | Friedrich List                             | Eugen Klöpfer                      |
| 1943 | Dixie                                    | Daniel Decatur Emmett                      | Bing Crosby                        |
| 1943 | Forja de almas                           | Andrés Manjón                              | Raúl Cancio                        |
| 1943 | The Iron Major                           | Frank Cavanaugh                            | Pat O'Brien                        |
| 1943 | Is Everybody Happy?                      | Ted Lewis                                  | Michael Duane                      |
| 1943 | Jack London                              | Jack London                                | Michael O'Shea                     |
| 1943 | Madame Curie                             | Marie Curie                                | Greer Garson                       |
| 1943 | Madame Curie                             | Pierre Curie                               | Walter Pidgeon                     |
| 1943 | The Song of Bernadette                   | Bernadette Soubirous                       | Jennifer Jones                     |
| 1943 | Wien 1910                                | Karl Lueger                                | Rudolf Forster                     |
| 1944 | The Adventures of Mark Twain             | Mark Twain                                 | Fredric March                      |
| 1944 | Buffalo Bill                             | Buffalo Bill                               | Joel McCrea                        |
| 1944 | The Fighting Sullivans                   | Sullivan brothers                          |                                    |
| 1944 | The Great Moment                         | William T. G. Morton                       | Joel McCrea                        |
| 1944 | Henry V                                  | Henry V of England                         | Laurence Olivier                   |
| 1944 | The Hitler Gang                          | Adolf Hitler                               | Bobby Watson                       |
| 1944 | Ivan the Terrible                        | Ivan IV of Russia                          | Nikolay Cherkasov                  |
| 1944 | La Malibran                              | Maria Malibran                             | Geori-Boué                         |
| 1944 | Roger Touhy, Gangster                    | Roger Touhy                                | Preston Foster                     |
| 1944 | Shine on Harvest Moon                    | Nora Bayes                                 | Ann Sheridan                       |
| 1944 | Jack Norworth                            | Dennis Morgan                              |                                    |
| 1944 | Su mejor alumno                          | Domingo Faustino Sarmiento                 | Enrique Muiño                      |
| 1944 | Wilson                                   | Woodrow Wilson                             | Alexander Knox                     |
| 1944 | Zoya                                     | Zoya Kosmodemyanskaya                      | Galina Vodyanitskaya               |
| 1945 | Caesar and Cleopatra                     | Julius Caesar and Cleopatra VII            | Claude Rains and Vivien Leigh      |
| 1945 | Captain Eddie                            | Eddie Rickenbacker                         | Fred MacMurray                     |
| 1945 | Captain Kidd                             | William Kidd                               | Charles Laughton                   |
| 1945 | Dillinger                                | John Dillinger                             | Lawrence Tierney                   |
| 1945 | The Dolly Sisters                        | Janszieka "Jenny" Dolly                    | Betty Grable                       |
| 1945 | The Dolly Sisters                        | Rozsika "Rosie" Dolly                      | June Haver                         |
| 1945 | God Is My Co-Pilot                       | Robert Lee Scott, Jr.                      | Dennis Morgan                      |
| 1945 | Incendiary Blonde                        | Texas Guinan                               | Betty Hutton                       |
| 1945 | Pride of the Marines                     | Al Schmid                                  | John Garfield                      |
| 1945 | Rhapsody in Blue                         | George Gershwin                            | Robert Alda                        |
| 1945 | A Royal Scandal                          | Catherine II of Russia                     | Tallulah Bankhead                  |
| 1945 | A Song to Remember                       | Frédéric Chopin                            | Cornel Wilde                       |
| 1946 | Anna and the King of Siam                | Anna Leonowens                             | Irene Dunne                        |
| 1946 | Camões                                   | Luís de Camões                             | Antonio Vilar                      |
| 1946 | Devotion                                 | Charlotte Brontë                           | Olivia de Havilland                |
| 1946 | Devotion                                 | Emily Brontë                               | Ida Lupino                         |
| 1946 | Devotion                                 | Anne Brontë                                | Nancy Coleman                      |
| 1946 | Gallant Journey                          | John Joseph Montgomery                     | Glenn Ford                         |
| 1946 | The Great Glinka                         | Mikhail Glinka                             | Boris Chirkov                      |
| 1946 | The Jolson Story                         | Al Jolson                                  | Larry Parks                        |
| 1946 | The Magic Bow                            | Niccolò Paganini                           | Stewart Granger                    |
| 1946 | Night and Day                            | Cole Porter                                | Cary Grant                         |
| 1946 | The Magic Bow                            | Niccolò Paganini                           | Stewart Granger                    |
| 1946 | The Razor's Edge                         | W. Somerset Maugham                        | Herbert Marshall                   |
| 1946 | Sister Kenny                             | Elizabeth Kenny                            | Rosalind Russell                   |
| 1946 | So Goes My Love                          | Hiram Percy Maxim                          | Don Ameche                         |
| 1946 | Till the Clouds Roll By                  | Jerome Kern                                | Robert Walker                      |
| 1947 | Albéniz                                  | Isaac Albéniz                              | Pedro López Lagar                  |
| 1947 | The Fabulous Dorseys                     | Tommy and Jimmy Dorsey                     | Tommy and Jimmy Dorsey             |
| 1947 | Monsieur Vincent                         | Vincent de Paul                            | Pierre Fresnay                     |
| 1947 | My Wild Irish Rose                       | Chancellor Olcott                          | Dennis Morgan                      |
| 1947 | The Perils of Pauline                    | Pearl White                                | Betty Hutton                       |
| 1947 | Seine einzige Liebe                      | Franz Schubert                             | Franz Böheim                       |
| 1947 | Song of Love                             | Clara Schumann and Robert Schumann         | Katharine Hepburn and Paul Henreid |
| 1947 | Song of Scheherazade                     | Nikolai Rimsky-Korsakov                    | Jean-Pierre Aumont                 |
| 1948 | The Babe Ruth Story                      | Babe Ruth                                  | William Bendix                     |
| 1948 | Bonnie Prince Charlie                    | Charles Edward Stuart                      | David Niven                        |
| 1948 | Brindis a Manolete                       | Manolete                                   | Pedro Ortega                       |
| 1948 | El marqués de Salamanca                  | José de Salamanca, 1st Count of los Llanos | Fernando Aguirre                   |
| 1948 | The Iron Curtain                         | Igor Gouzenko                              | Dana Andrews                       |
| 1948 | Joan of Arc                              | Joan of Arc                                | Ingrid Bergman                     |
| 1948 | The Lame Devil (Le Diable boiteux)       | Talleyrand                                 | Sacha Guitry                       |
| 1948 | Macbeth                                  | Macbeth of Scotland                        | Orson Welles                       |
| 1948 | Man to Men                               | Henry Dunant                               | Jean-Louis Barrault                |
| 1948 | Saraband                                 | Philip Christoph von Königsmarck           | Stewart Granger                    |
| 1948 | The Mozart Story                         | Wolfgang Amadeus Mozart                    | Hans Holt                          |
| 1948 | Words and Music                          | Richard Rodgers and Lorenz Hart            | Tom Drake and Mickey Rooney        |
| 1949 | Alexander Popov                          | Alexander Stepanovich Popov                | Nikolay Cherkasov                  |
| 1949 | Almafuerte                               | Pedro Bonifacio Palacios                   | Narciso Ibáñez Menta               |
| 1949 | Christopher Columbus                     | Christopher Columbus                       | Fredric March                      |
| 1949 | Docteur Laennec                          | René Laennec                               | Pierre Blanchar                    |
| 1949 | Eroica                                   | Ludwig van Beethoven                       | Ewald Balser                       |
| 1949 | Heaven over the marshes                  | Maria Goretti                              | Inés Orsini                        |
| 1949 | Hen. Gregorio del Pilar                  | Gregorio del Pilar                         | Jose Padilla, Jr.                  |
| 1949 | Padre Burgos                             | Jose Burgos                                | Jaime de la Rosa                   |
| 1949 | Ivan Pavlov                              | Ivan Pavlov                                | Aleksandr Borisov                  |
| 1949 | Jolson Sings Again                       | Al Jolson                                  | Larry Parks                        |
| 1949 | Life of St. Paul Series                  | Paul the Apostle                           | Nelson Leigh                       |
| 1949 | Orpopojan valssi                         | J. Alfred Tanner                           | Sakari Halonen                     |
| 1949 | Samson and Delilah                       | Samson and Delilah                         | Victor Mature and Hedy Lamarr      |
| 1949 | The Stratton Story                       | Monty Stratton                             | James Stewart                      |
| 1949 | Young Girls of Vienna                    | Karl Michael Ziehrer                       | Willi Forst                        |
| 1949 | The Bad Lord Byron                       | Lord Byron                                 | Dennis Price                       |